# فيليب بارغفريدي

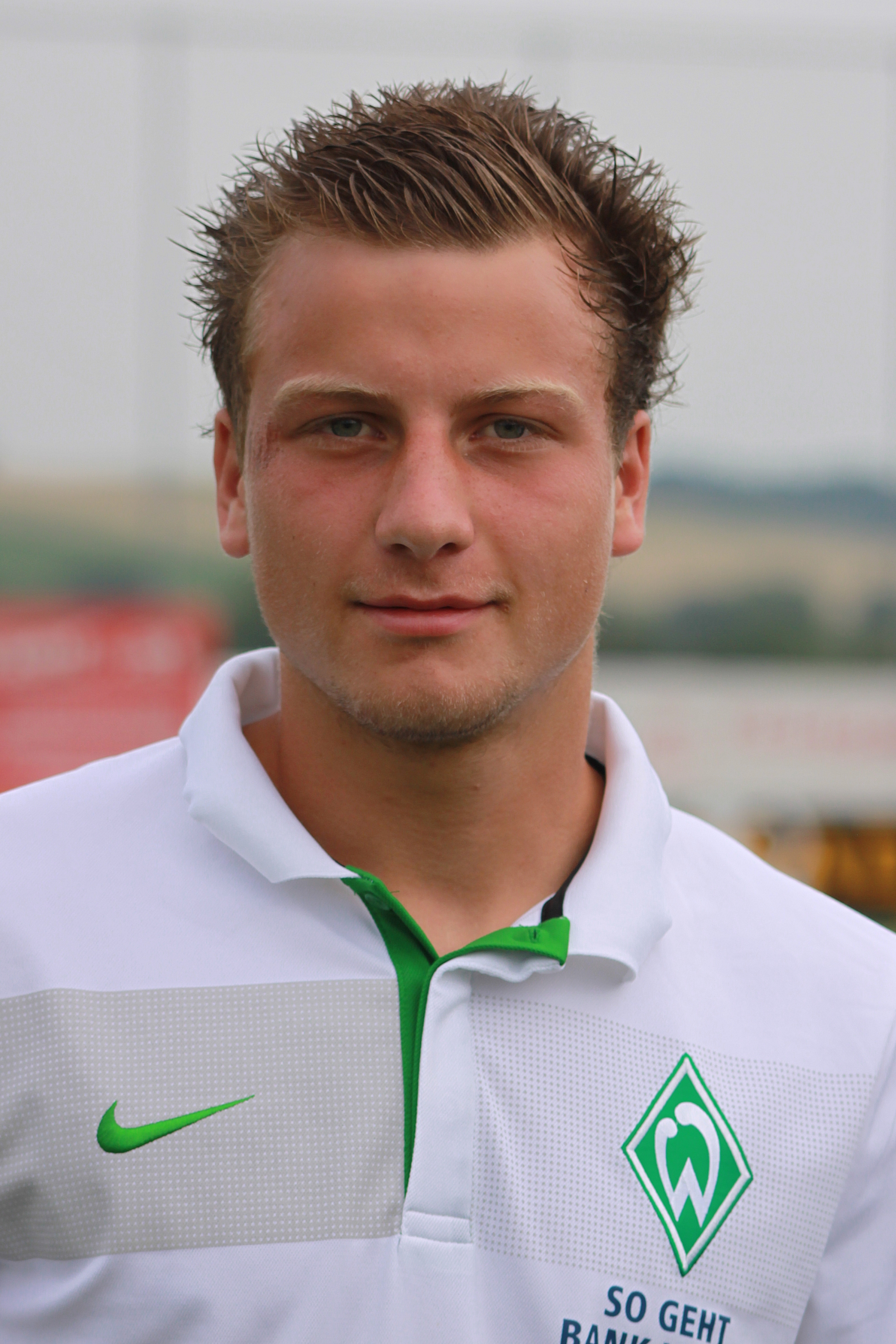

فيليب بارغفريدي (بالألمانية: Philipp Bargfrede)‏ (مواليد 3 مارس 1989 في زفن - ألمانيا الغربية) لاعب كرة قدم ألماني يلعب حاليا لصالح نادي الدرجة الأولى فيردر بريمين الألماني منذ 2007 في مركز الوسط المحوري .

## روابط خارجية
- فيليب بارغفريدي على موقع قاعدة بيانات كرة القدم.إي يو (الإنجليزية)
- فيليب بارغفريدي على موقع بيانات كرة القدم. دي إي (الألمانية)
- فيليب بارغفريدي على موقع Soccerway.com (الإنجليزية)
- فيليب بارغفريدي على موقع عالم كرة القدم.نت (الإنجليزية)
- فيليب بارغفريدي على موقع كووورة
- فيليب بارغفريدي على موقع AS.com (الإسبانية)